# Гулин, Андрей Викторович
Андрей Викторович Гулин (Пустой шаблон {{ВД-Преамбула}} ) — советский хоккеист, нападающий.

## Биография
Воспитанник московского «Спартака». 19 февраля 1985 года в гостевом матче против ленинградского СКА (3:3) дебютировал за команду в высшей лиге, проведя единственный матч в чемпионате в сезоне. В рамках прохождения армейской службы играл за молодёжный состав ЦСКА (1986/87) и СКА МВО Калинин в первой лиге (1986/87 — 1987/88). В сезонах 1988/89 — 1989/90 провёл 28 матчей за «Спартак». Также играл за «Молот» Пермь (1989/90, первая лига) и «Трактор» Липецк (1989/90 — 1990/91, вторая лига).
Тренер в московских школах «Серебряные акулы» (2001/02), «Вымпел» (2002/03).